# Six Flags Fiesta Texas
Six Flags Fiesta Texas est un parc d'attractions situé près de San Antonio au Texas.

## Histoire

### Développement et construction
Le développement original du parc est dû à son propriétaire, l'USAA Real Estate Company, une filiale de la compagnie d'assurance principale et de Gaylord Entertainment qui a été propriétaire du parc d'attractions Opryland USA, fermé depuis 1997.
Le concept original de Fiesta Texas fut défini comme "a destination market, musical show park" tout comme l'était Opryland USA. Le site où est implanté le parc faisait partie de la carrière Redland qui a commencé à fonctionner en 1934. En 1988, le calcaire dans la partie où se trouve Six Flags Fiesta Texas était épuisé et le terrain était disponible pour le développement.
Quand le premier propriétaire commence les investissements du parc, il entreprend de construire un parc compétitif par rapport au marché du Texas. Sa construction dure à peu près 23 mois, entre 1990 et l'ouverture du parc le 14 mars 1992. La construction du parc a été supervisée par deux constructeurs ; Lyda Inc. de San Antonio et Manhattan Construction Company de Tulsa, Oklahoma. Le parc avait quatre sections thématiques ; Crackaxle Canyon, Los Festivales, Spassburg et Rockville, ainsi qu'un parc aquatique appelé Ol' Waterin' Hole. Au cours de sa troisième saison, 1994, Fiesta Texas a ajouté une nouvelle zone thématique, Fiesta Bay Boardwalk, avec plusieurs nouveaux manèges et attractions, notamment une grande roue, un bateau à bascule, un scrambler et un pavillon de patin à roulettes.
À son ouverture, le parc perd beaucoup d'argent, Gaylord Entertainment vend ses parts en 1995 à l'USAA après avoir perdu 16 millions de dollars.

### Changement de propriétaire
En 1996, Time Warner repris Fiesta Texas en main. Deux ans plus tard, c'est au tour de Premier Parks, aujourd'hui connu sous le nom Six Flags, de prendre en charge le parc,. C'est alors qu'il change de nom et devient le Six Flags Fiesta Texas connu actuellement.

### Développement
En 1999, Fiesta Texas a connu la plus grande expansion de l'histoire du parc avec plus de 10 nouvelles attractions, ainsi qu'un changement de nom du parc aquatique en Armadillo Beach. Grâce à ces investissements, le parc voit sa fréquentation annuelle augmenter de plus d'un million de visiteurs. Cette même année, Six Flags Fiesta Texas reçoit le Golden Ticket Award d'Amusement Today pour les meilleurs spectacles dans l'industrie des parcs à thème. Le parc a continué à recevoir le prix chaque année jusqu'en 2008.
En mars 2006, Six Flags Fiesta Texas agrandi son parc aquatique et le renomme White Water Bay. La réhabilitation comprenait une place repensée, de nouvelles installations de restauration et de boutiques et quatre nouvelles attractions aquatiques.
En 2008, inaugure le nouveau parcours de montagnes russes Goliath. Construites par Bolliger & Mabillard, l'attraction est déplacée de Six Flags New Orleans où elle était exploitée sous le nom Batman: The Ride.
En 2011, la société Six Flags a commencé le processus de suppression de licences utilisées dans tous ses parcs à thème. Six Flags Fiesta Texas a dû renommer sept manèges ainsi que la zone thématique pour enfants de Wiggles World en Kidzopolis,.
En 2019, pour la première fois de son histoire, le parc a fonctionné toute l'année. Avant 2019, Fiesta Texas et Six Flags Over Texas avaient une exploitation saisonnière de mars à la fin de l'année. En 2019, le parc a ouvert une nouvelle zone thématique, DC Universe, qui comprenait la plupart des manèges à thème DC Comics déjà établis, ainsi que le tout nouveau Joker Carnival of Chaos,.
Le 13 mars 2020, Six Flags a suspendu toutes ses opérations dans toutes ses propriétés en raison des inquiétudes liées à la pandémie de COVID-19. Le 4 juin, Six Flags a annoncé que le parc rouvrirait le 19 juin aux membres et aux détenteurs d'un abonnement de saison, et au grand public le 22 juin,.

## Le parc d'attractions
Le parc est divisé en 5 zones thématiques : 
- Los Festivales
- Crackaxle Canyon
- Spassburg
- Rockville
- Fiesta Bay Boardwalk
- White Water Bay (parc aquatique)

### Montagnes russes

#### En fonction
| Nom de l'attraction                 | Type                                   | Constructeur                | Année d'ouverture | Zone                                 |
| ----------------------------------- | -------------------------------------- | --------------------------- | ----------------- | ------------------------------------ |
| Batman: The Ride                    | Montagnes russes quadridimensionnelles | S&S Worldwide               | 2015              | Rockville                            |
| Boomerang Coast to Coaster          | Montagnes russes navette Boomerang     | Vekoma                      | 1999              | Los Festivales                       |
| Dr. Diabolical's Cliffhanger        | Machine plongeante                     | Bolliger & Mabillard        | 2022              | Crackaxle Canyon Screampunk District |
| Iron Rattler                        | Montagnes russes hybrides              | Rocky Mountain Construction | 2013              | Crackaxle Canyon                     |
| Kiddee Koaster Der Rollschuhcoaster | Montagnes russes assises junior        | Vekoma                      | 1992              | Spassburg                            |
| Kid Flash Cosmic Coaster            | Montagnes russes single-rail duel      | Skyline Attractions         | 2023              |                                      |
| Goliath                             | Montagnes russes inversées             | Bolliger & Mabillard        | 2008              | Los Festivales                       |
| Poltergeist                         | Montagnes russes lancées               | Premier Rides               | 1999              | Rockville                            |
| Road Runner Express                 | Train de la mine                       | Arrow Dynamics              | 1997              | Crackaxle Canyon                     |
| Superman: Krypton Coaster           | Montagnes russes sans sol              | Bolliger & Mabillard        | 2000              | Spassburg                            |
| Pandemonium                         | Montagnes russes tournoyantes          | Gerstlauer                  | 2007              | Fiesta Bay Boardwalk                 |
| Wonder Woman Golden Lasso Coaster   | Single-rail                            | Rocky Mountain Construction | 2018              | Rockville                            |

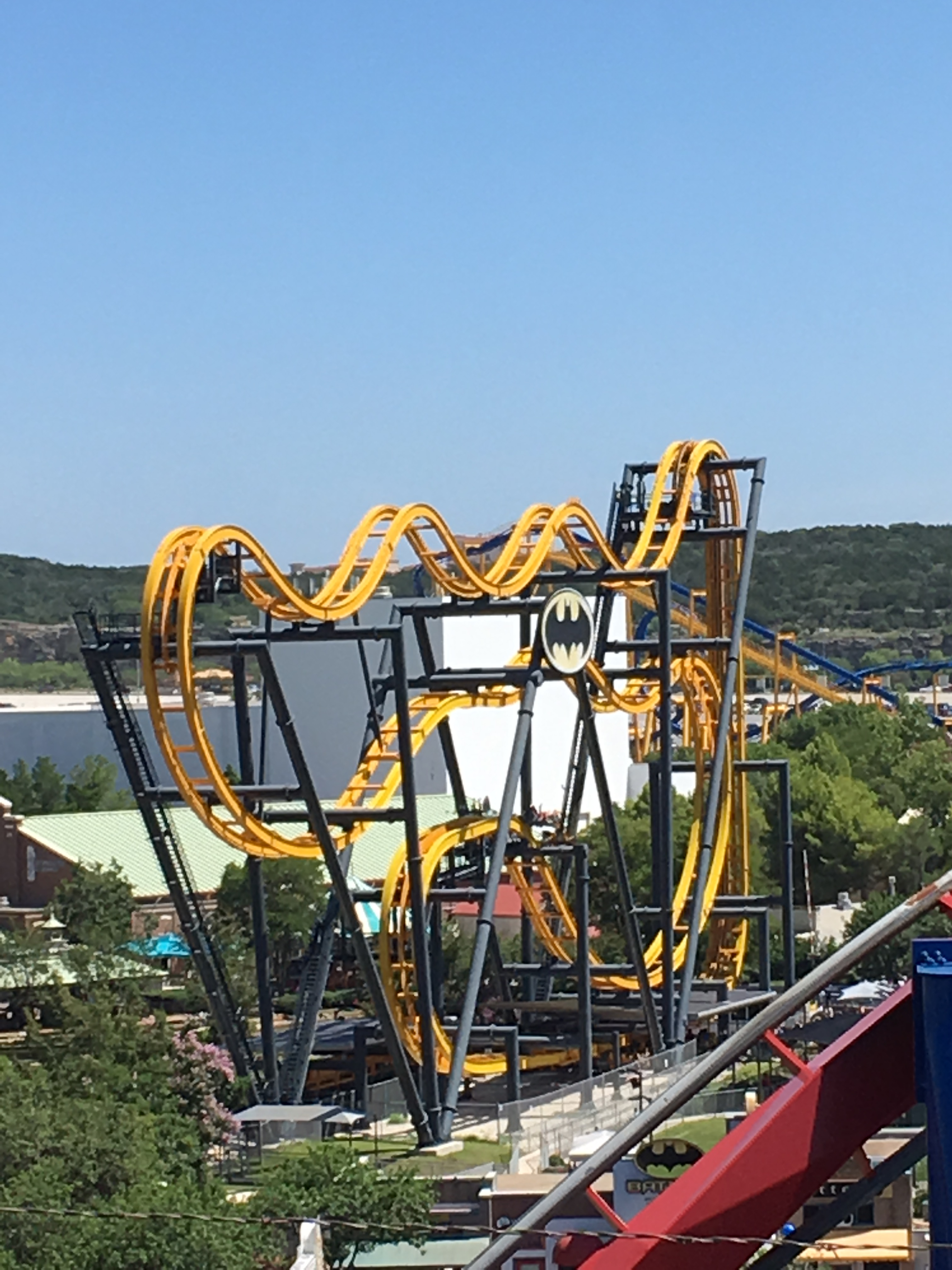
Batman: The Ride
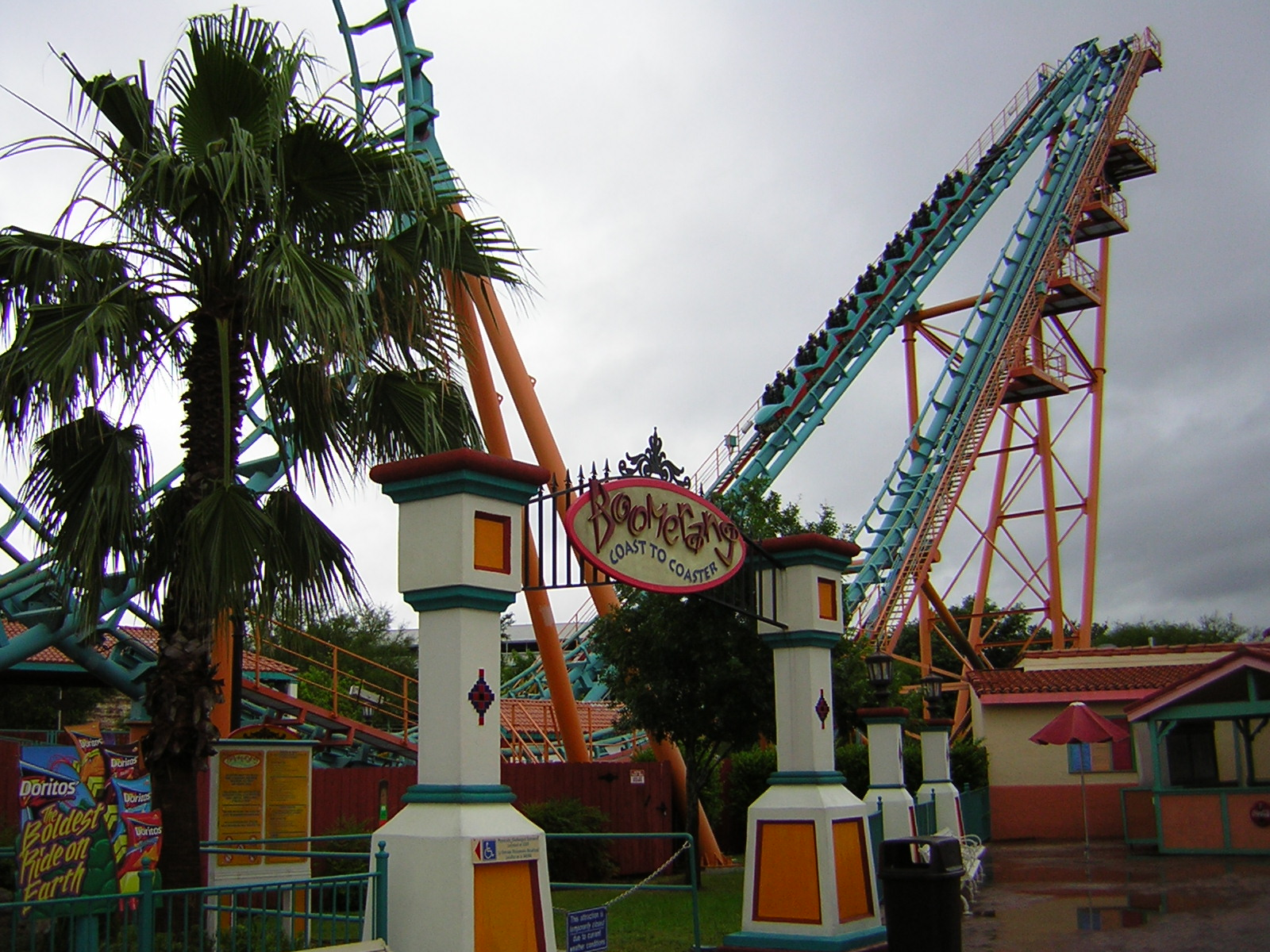
Boomerang
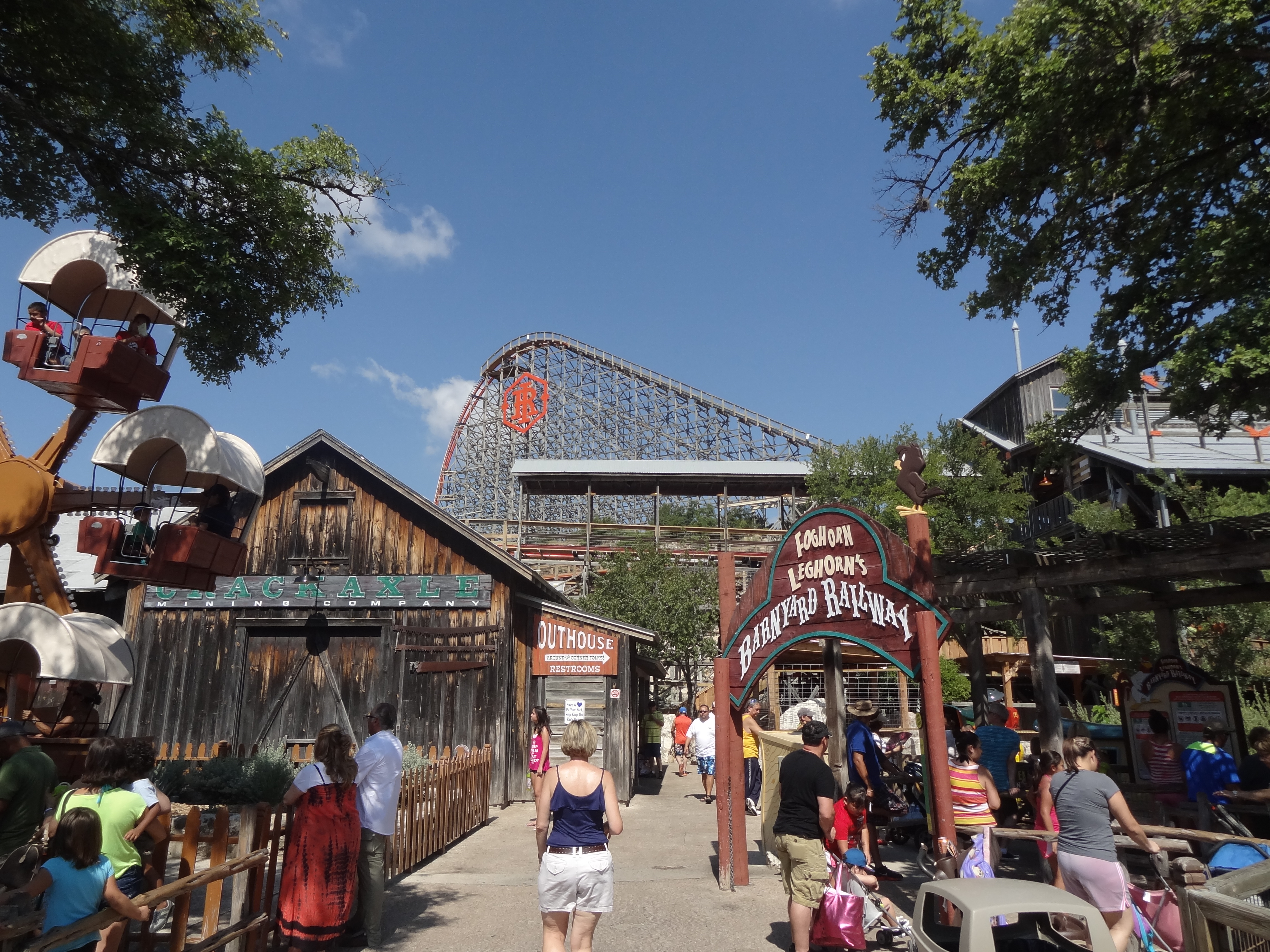
Iron Rattler
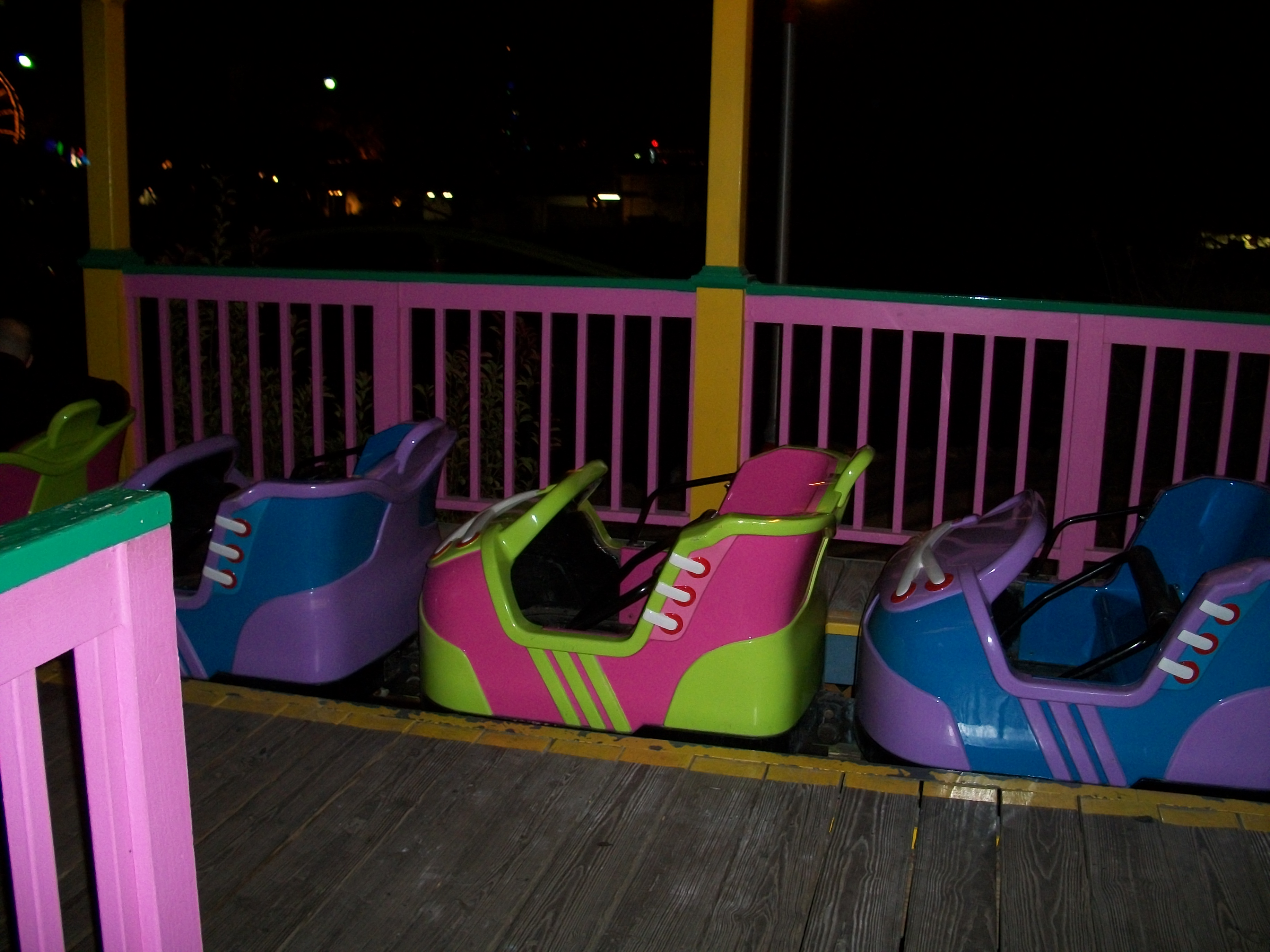
Kiddee Koaster
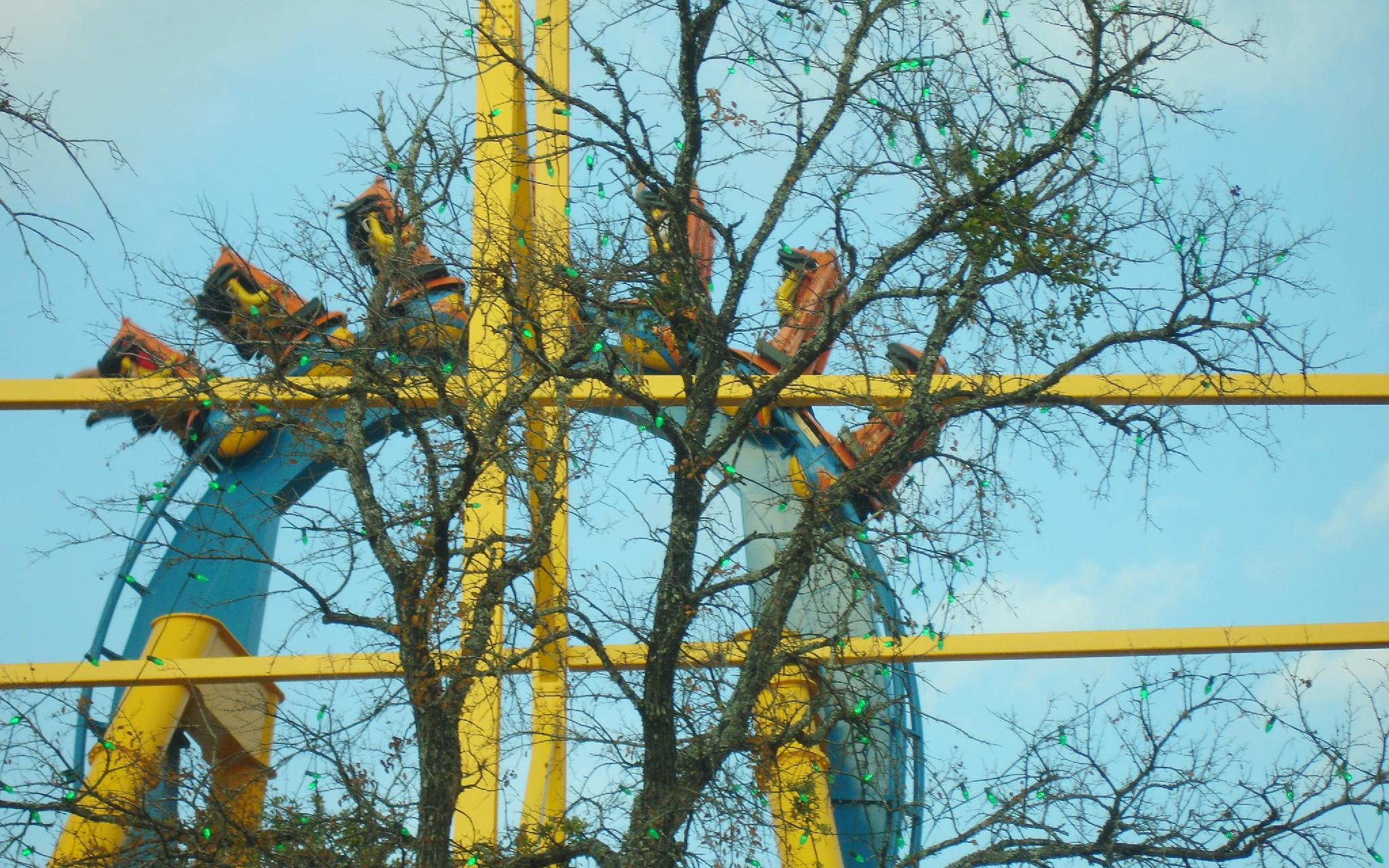
Goliath
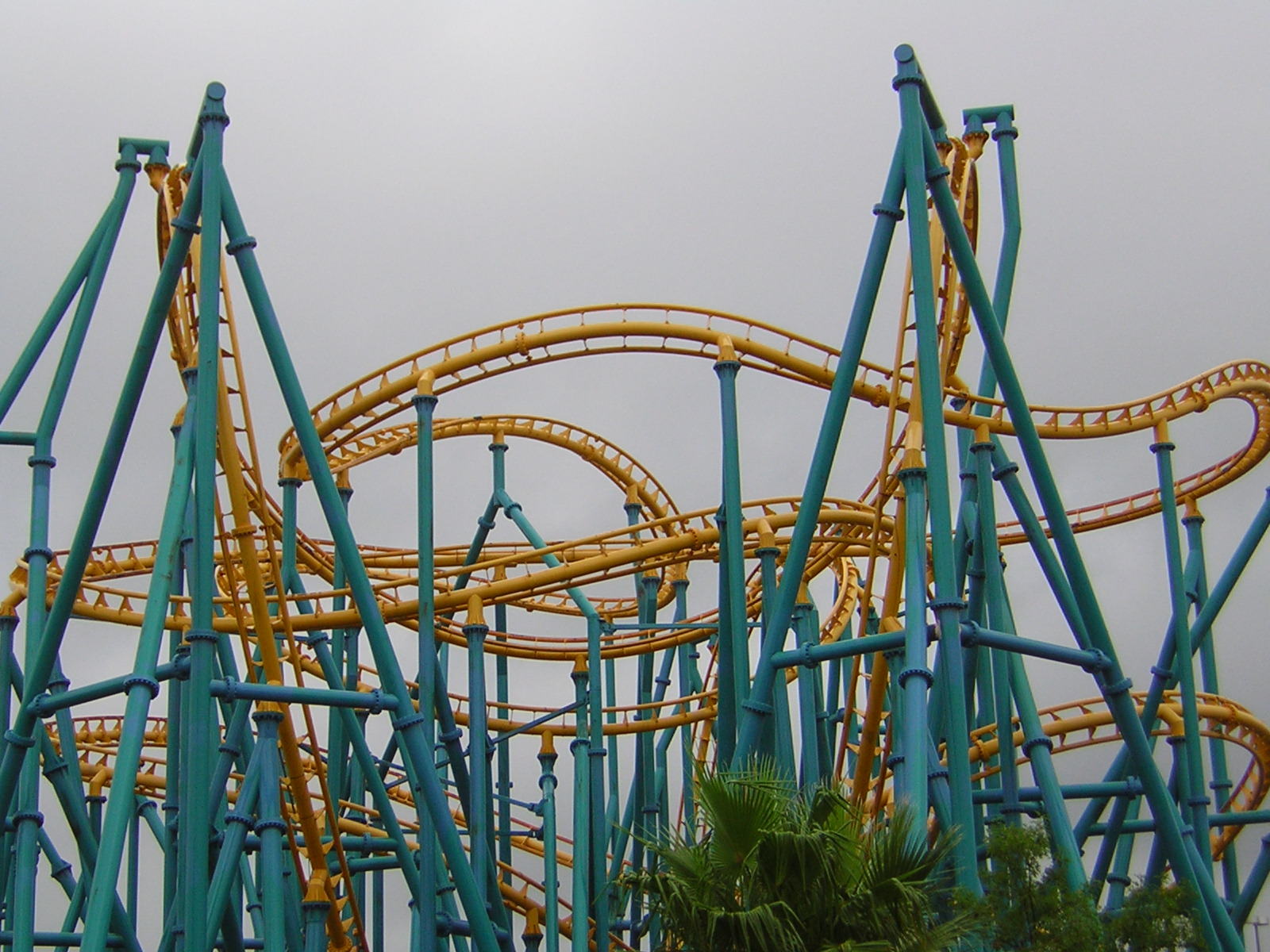
Poltergeist
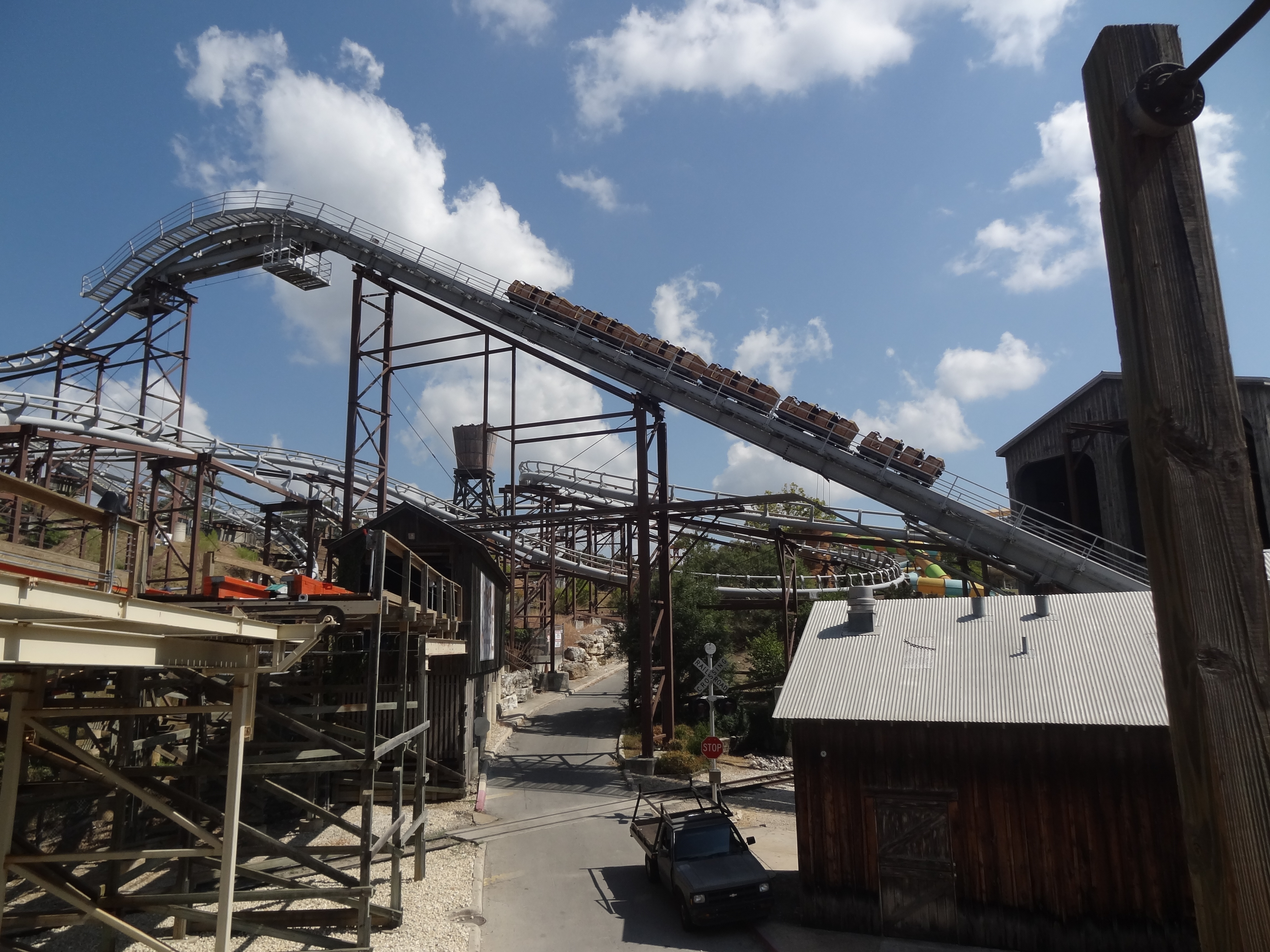
Road Runner Express
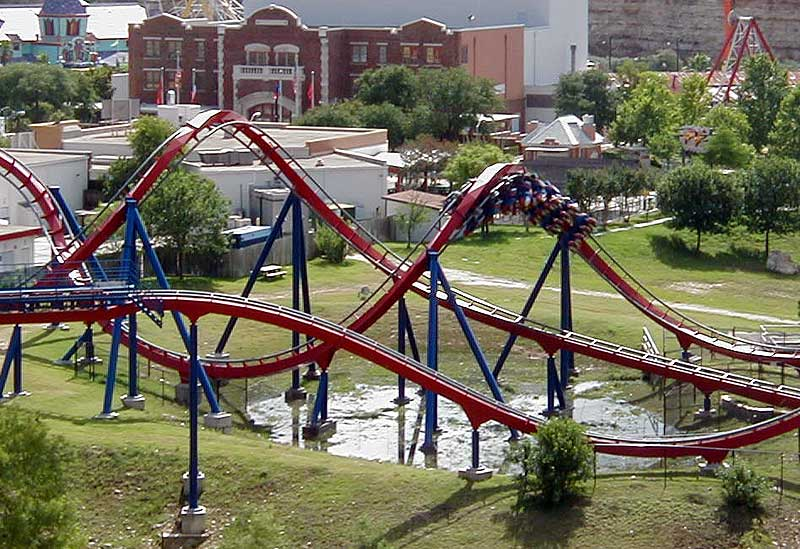
Superman: Krypton Coaster
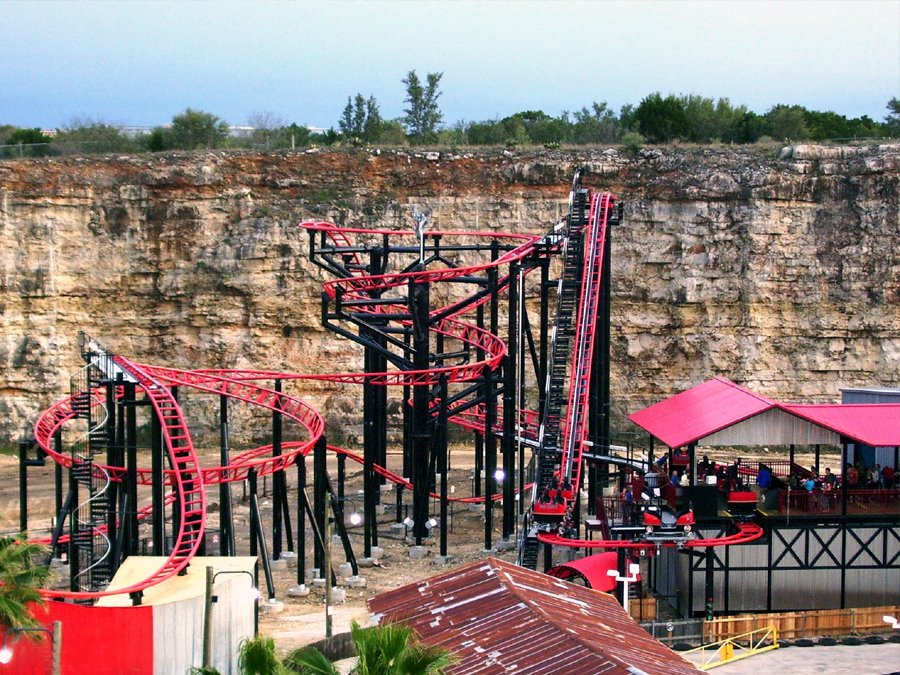
Pandemonium
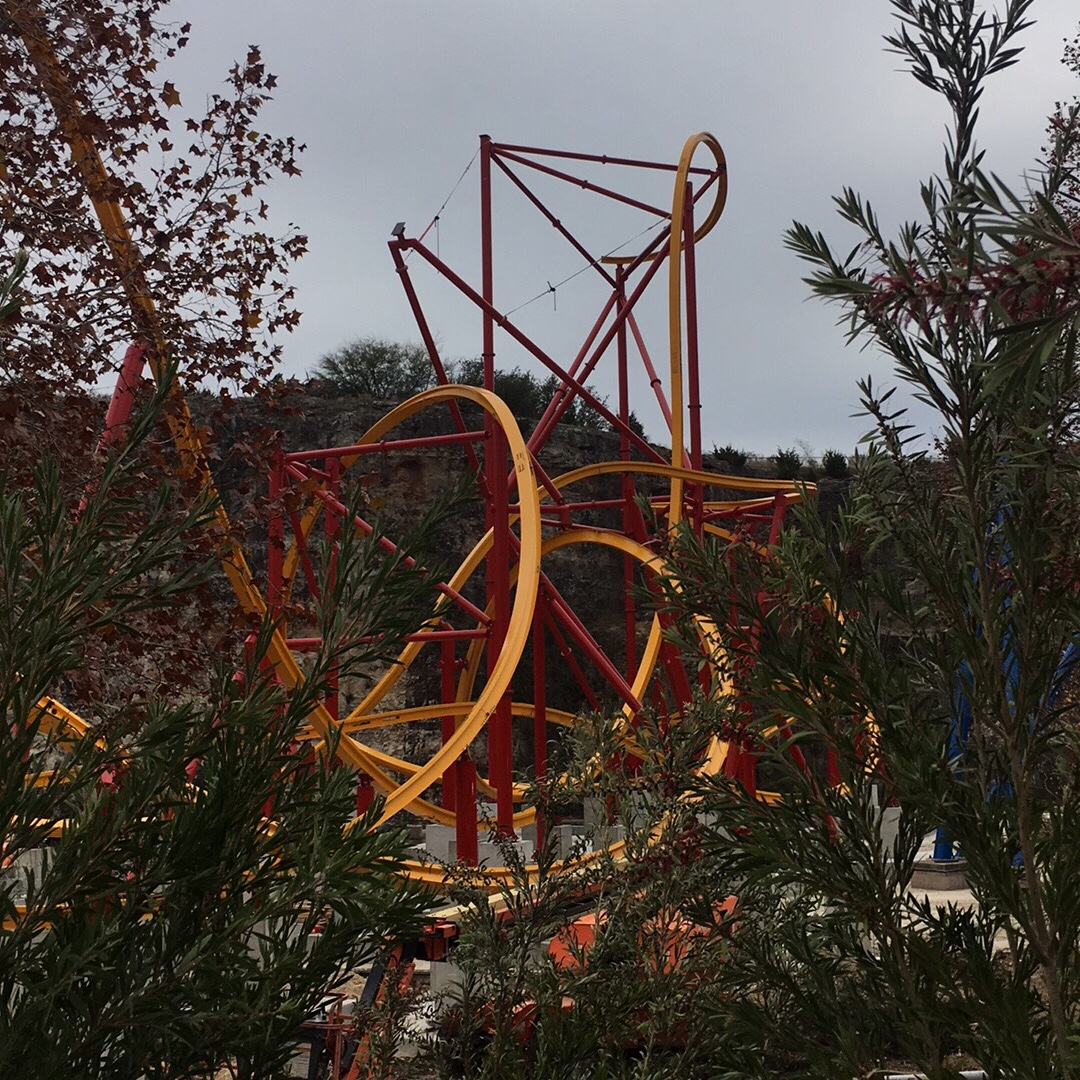
Wonder Woman Golden Lasso Coaster

#### Disparues
- Boardwalk Canyon Blaster 2000 - 2001 Zierer. Relocalisé à Parque Warner Madrid
- Joker's Revenge 1996 - 2002 Vekoma
- Rattler 1992-2013 Roller Coaster Corporation of America. Modifié pour devenir Iron Rattler

### Attractions aquatiques
- Bugs' White Water Rapids - Bûches (1998) Hopkins Rides Inc
- Gully Washer - Rivière rapide en bouées (1992) Intamin

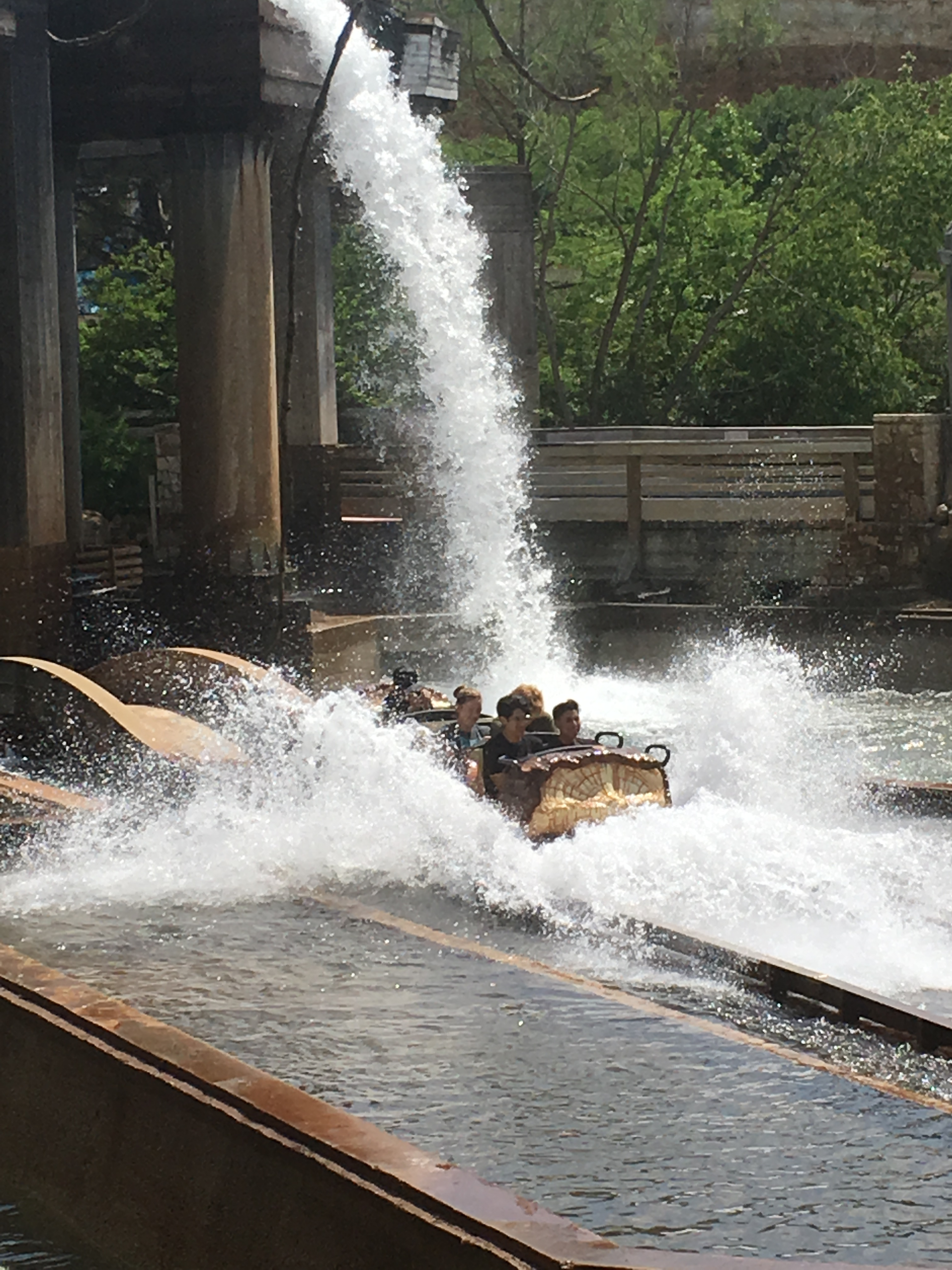
Bugs' White Water Rapids
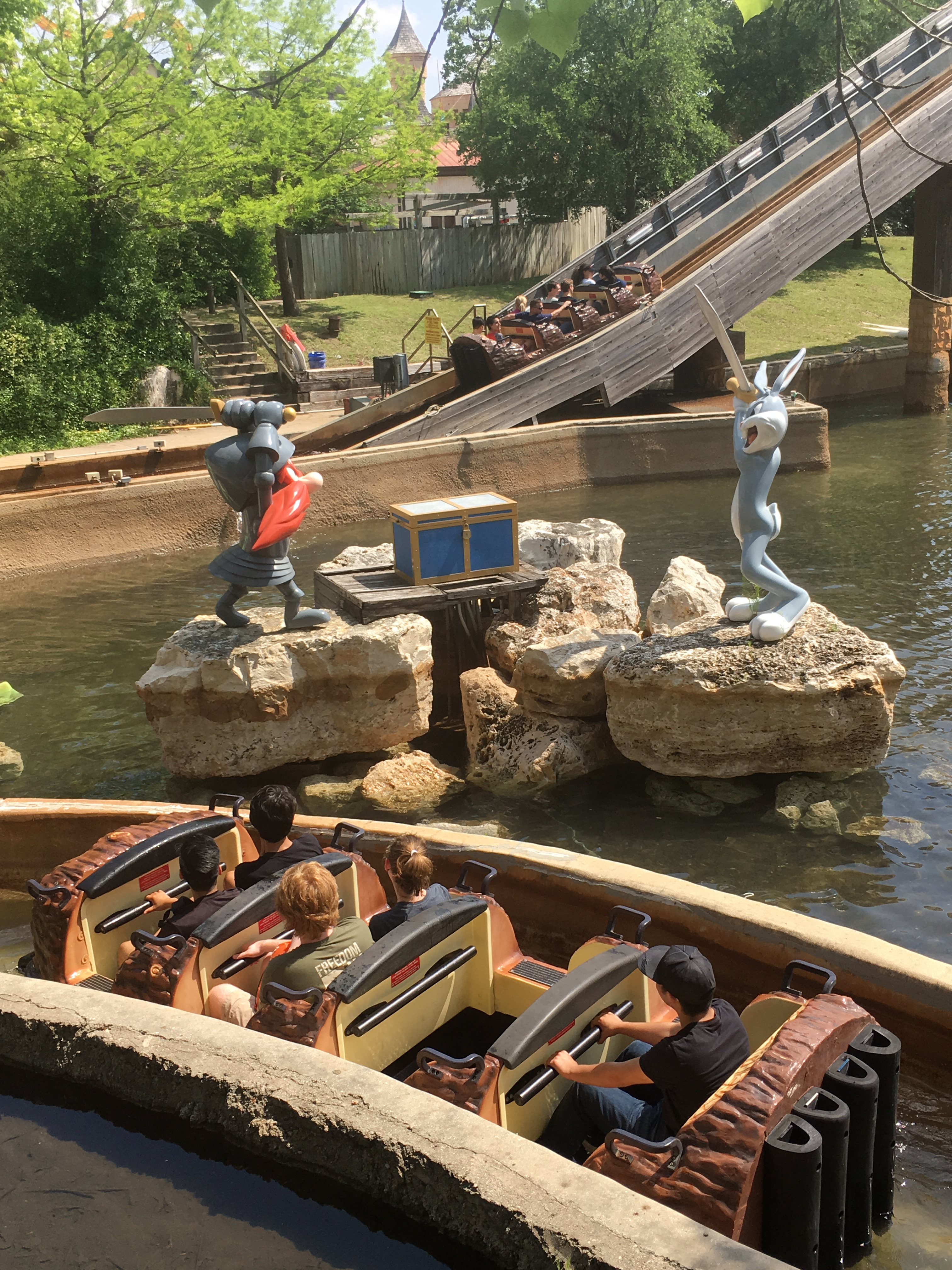
Bugs' White Water Rapids
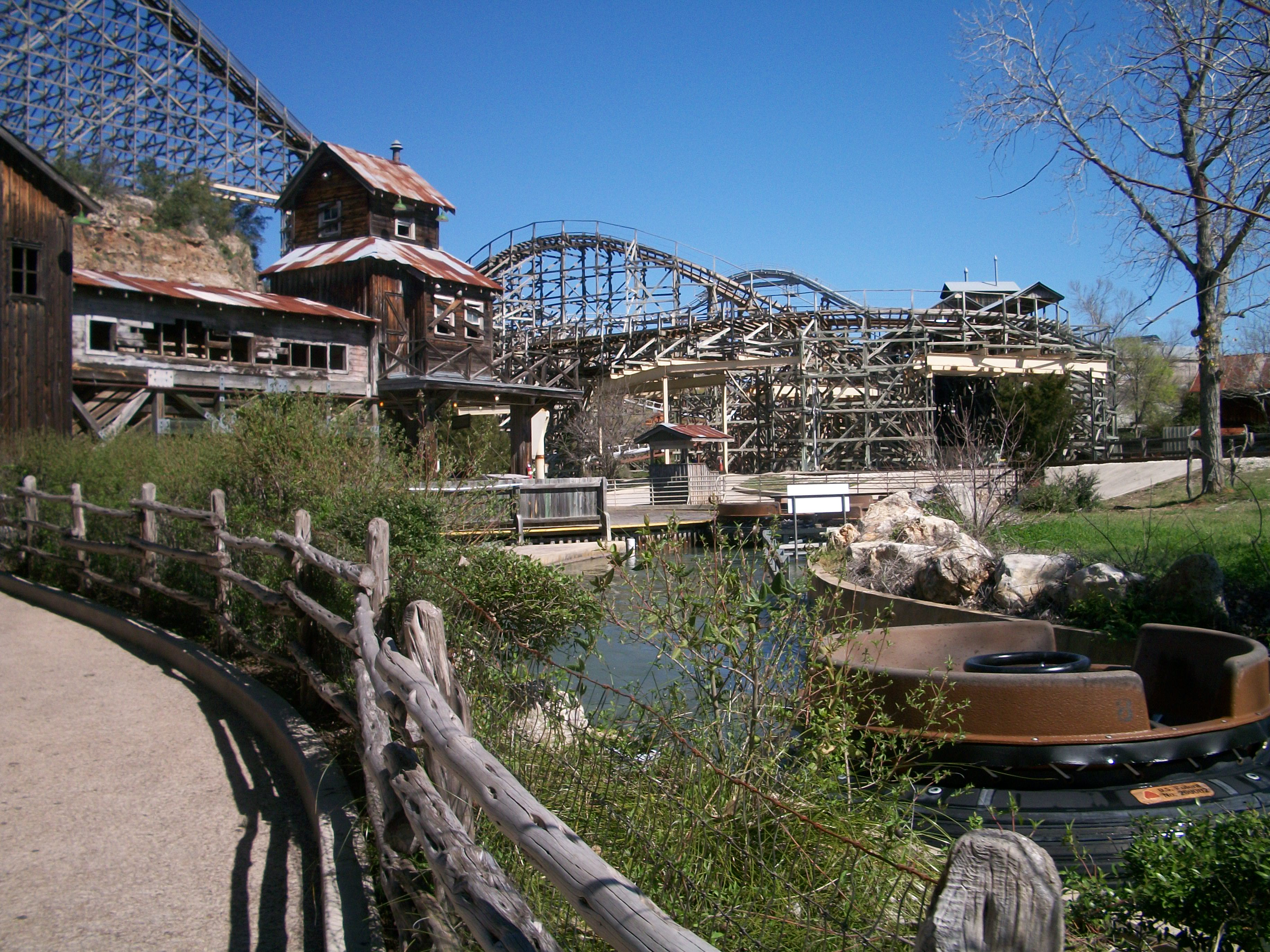
Gully Washer

### Autres attractions
- Buckarooz - Jumpin' Star (1999) Zamperla

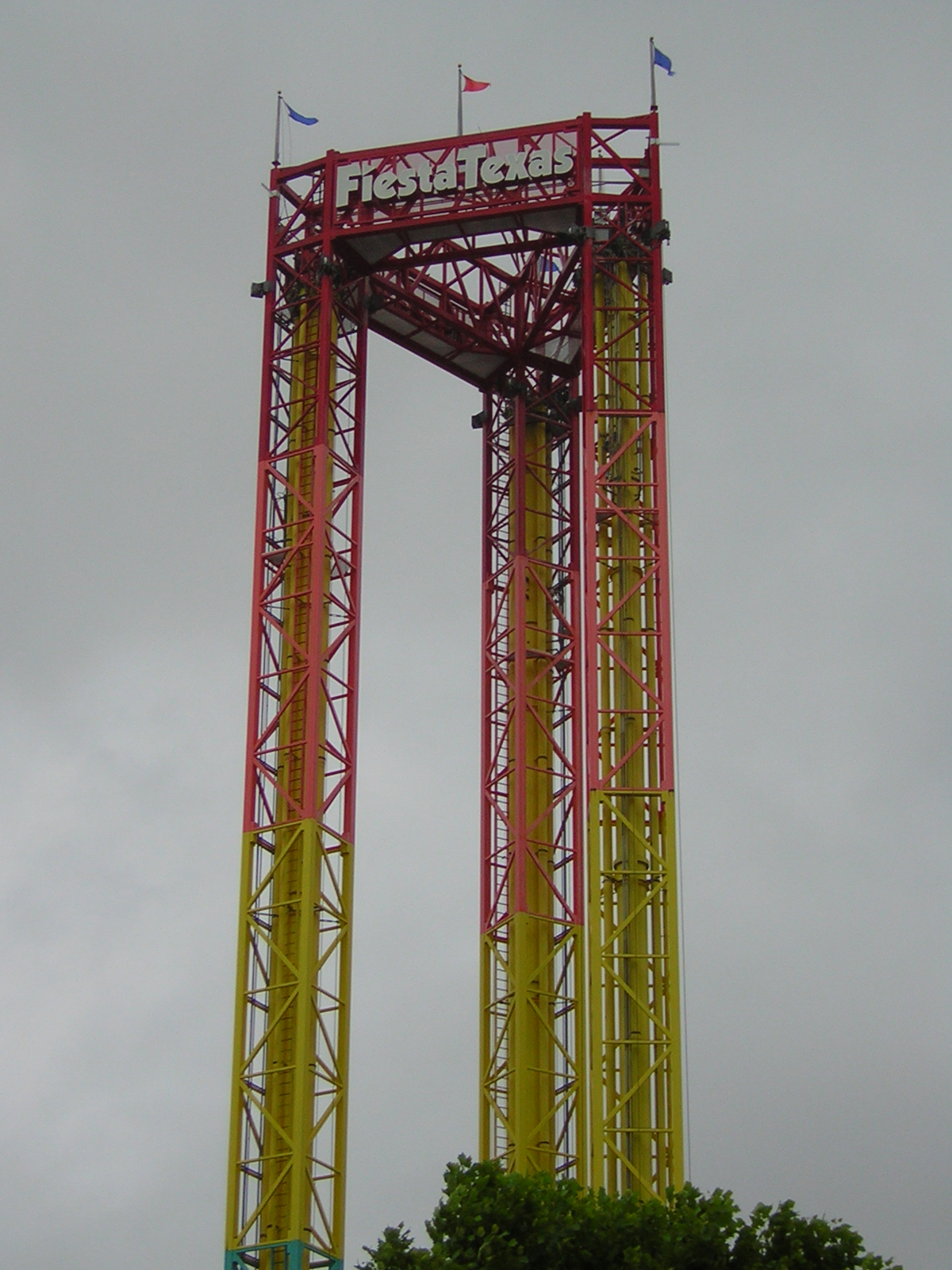
Scream

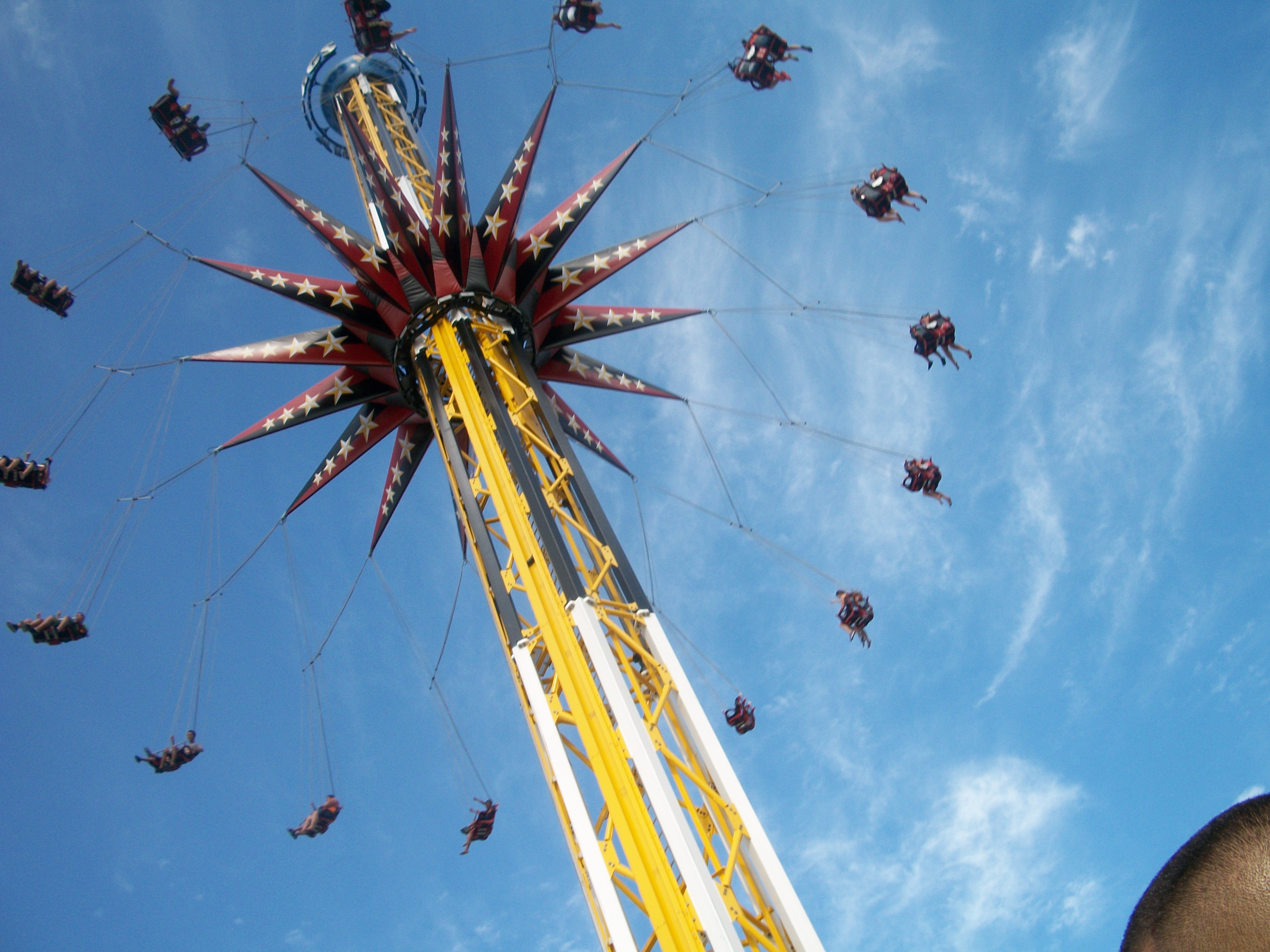
SkyScreamer

- Crow's Nest - Grande roue (1994) Chance
- Daffy's School Bus Express - Crazy Bus (1999) Zamperla
- Dare Devil Dive Machines - Super Air Race (2021) Zamperla
- Fender Bender - Auto-tamponneuse (1992) Morgan
- Fiesta Texas Railroad - Train (1992)
- Fireball - Fireball (2016) Larson International
- Foghorn Leghorn's Barnyard Railway - Train junior (1999) Zamperla
- The Grand Carousel - Carrousel (1992) D. H. Morgan Manufacturing
- Go-Karts - Karting (1999)
- Hurricane Force 5 - Mega Disk'O (2016) Zamperla
- Hustler - Spinning Ride (1992) Morgan
- The Joker Carnival of Chaos - Giant Discovery (2019) Zamperla
- Kinderstein / Mini Tea Cup - Tasses junior (1999) Zamperla
- Pirates of the Deep Sea - Parcours scénique interactif (2019)
- Rambling Road - Convoy ride (1992)
- Scream - Tour de chute (1999) S&S Worldwide
- SkyScreamer - Star Flyer (2012) Funtime
- Slingshot - Slingshot (2013) Funtime
- Spinsanity - Tilt-A-Whirl (2016) Larson International
- Super-Vilains Swing - Chaises volantes (1992) Zierer
- Taz's Tornado - Lolly Swing (1999) Zamperla
- Up, Up & Away - Samba Tower (2009) Zamperla
- Wagon Wheel - Enterprise (1996) Anton Schwarzkopf
- Wave Runner - Scrambler (1994) Eli Bridge Company
- Yosemite Sam's Wacky Wagons - Grande roue junior (1999) Zamperla
- ZoomJets - Manège d'avions (2009) Zamperla

## White Water Bay

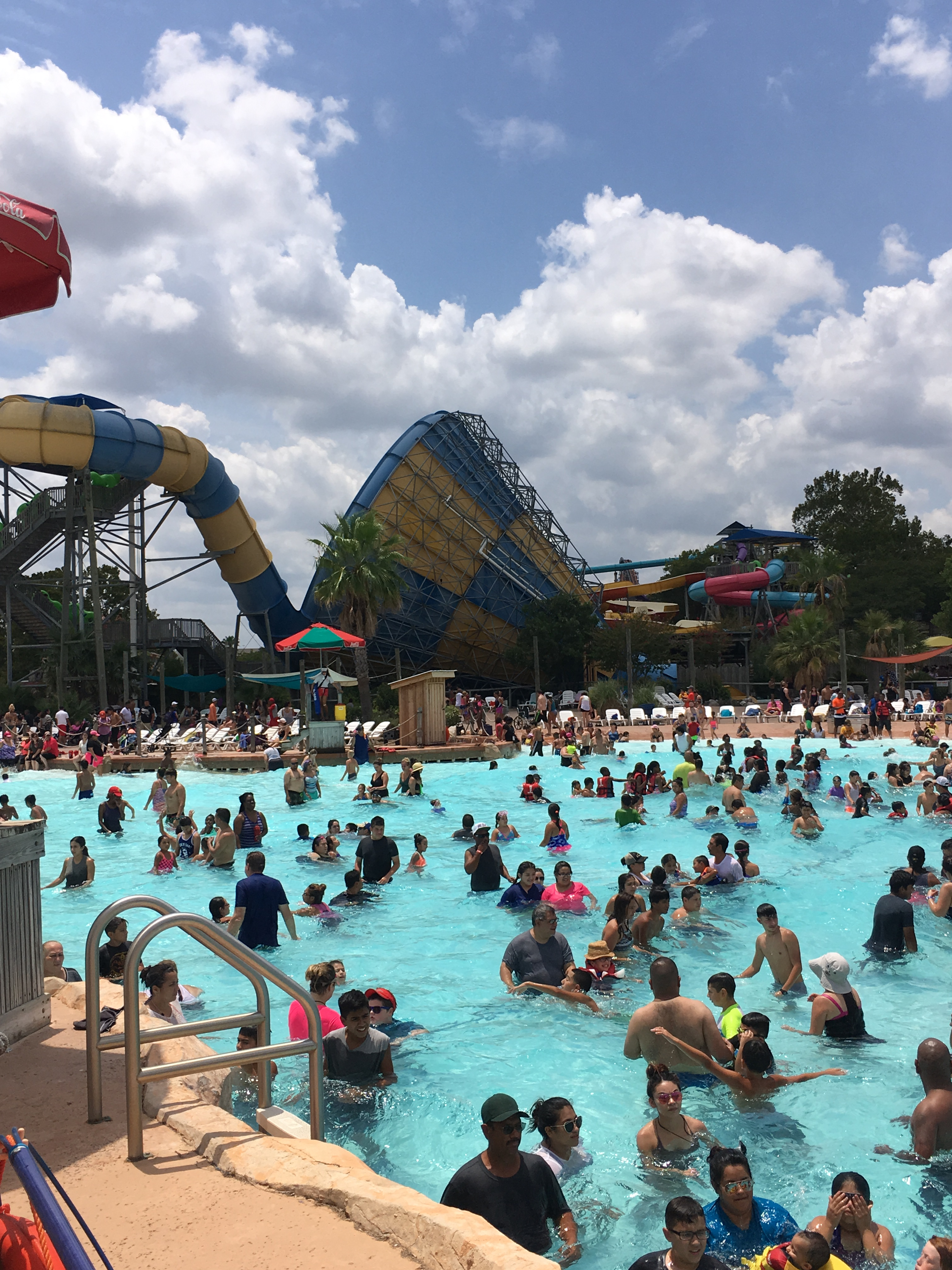
Lone Star Lagoon et Tornado en arrière plan.

Le parc aquatique est composé de 15 toboggans aquatiques et attractions telles que les toboggans les plus récents, Bahama Blaster, ajoutés en 2014. White Water Bay a ouvert ses portes avec le parc en 1992 sous le nom de Ol' Waterin' Hole. Elle a été rebaptisée Armadillo Beach en 1999, puis rebaptisée en 2006 White Water Bay. Le parc aquatique est inclus dans l'entrée du parc.
- Bahama Blaster (toboggan aquatique)
- Bamboo Chutes (toboggans aquatiques pour enfants)
- Bermuda Triangle (toboggan aquatique)
- Big Bender - 2006
- Lone Star Lagoon (piscine à vagues) 1999
- Paradise Cove - Piscine
- Paradise Plunge
- Riptide Runner
- Splash Water Springs - 2006
- Texas Treehouse - 1999
- Texas Tumble - 1992
- Thunder Rapids Water Coaster
- Tornado -  2004
- Typhoon Twister -  1992
- Whirlpool - 2006
- White Water Canyon (Lazy river) 1992

## Récompenses
Le parc a reçu le Golden Ticket Awards du « meilleur spectacle dans un parc d'attractions » de 2003 à 2007.